# Paesi Bassi ai IV Giochi olimpici invernali
I Paesi Bassi parteciparono ai IV Giochi olimpici invernali, svoltisi a Garmisch-Partenkirchen, Germania, dal 6 al 16 febbraio 1936, con una delegazione di 8 atleti impegnati in tre discipline.